# ВК-2
ВК-2 — авиационный турбовинтовой двигатель, разработанный в ОКБ Владимира Климова.
Один из первых отечественных турбовинтовых двигателей, с осевым компрессором и 9-ю индивидуальными трубчатыми камерами сгорания и двухступенчатой турбиной. Работы были начаты в 1947 году в ОКБ-117, но по различным причинам доводка двигателя продолжалась до начала 50-х годов, когда уже был готов ТВ-2, и дальнейшие работы по ВК-2 были прекращены.
Двигатель проектировался для установки на сверхдальний бомбардировщик КБ Туполева «проект 487» (Ту-85).

## Технические характеристики
- Сухая масса — 1400 кг
- Длина — 3677 мм
- Диаметр — 1115 мм
- Мощность на взлётном режиме — 4800 э.л.с. (с учётом 600 кгс реактивной тяги)
- Частота вращения ротора на взлётном режиме — 9000 об/мин
- Расход топлива (удельный) на взлётном режиме — 0,290 кг/э.л.с.ч
- Мощность на крейсерском максимальном режиме — 4200 э.л.с.
- Удельный расход топлива для крейсерского режима — 0,395 кг/э.л.с.ч